# Championnats du monde juniors d'athlétisme
Les Championnats du monde juniors d'athlétisme sont la compétition bisannuelle organisée par World Athletics qui désigne un champion du monde junior pour chaque discipline de l'athlétisme. Peuvent concourir les athlètes ayant 19 ans ou 18 ans au plus au 31 décembre de l'année de la compétition.

## Historique
Ils ont lieu tous les 2 ans depuis 1986, la Xe édition s'est déroulée à Grosseto (Italie), du 12 au 18 juillet 2004 et la XIe à Pékin (Chine) du 15 au 20 août 2006. 682 jeunes hommes et 581 jeunes femmes ont participé à la Xe édition. La VIe édition eut lieu à Sydney en 1996 et la VIIe édition à Annecy en 1998.

## Éditions
| N° | Édition  | Ville     | Pays         | Date                      | Stade                            | Meilleure nation   |
| -- | -------- | --------- | ------------ | ------------------------- | -------------------------------- | ------------------ |
| 1  | CMJ 1986 | Athènes   | Grèce        | 16 au 20 juillet 1986     | Stade olympique                  | Allemagne de l'Est |
| 2  | CMJ 1988 | Sudbury   | Canada       | 27 au 31 juillet 1988     | Université Laurentienne          | Allemagne de l'Est |
| 3  | CMJ 1990 | Plovdiv   | Bulgarie     | 8 au 12 août 1990         | Stade Plovdiv                    | Union soviétique   |
| 4  | CMJ 1992 | Séoul     | Corée du Sud | 16 au 20 septembre 1992   | Stade olympique                  | Chine              |
| 5  | CMJ 1994 | Lisbonne  | Portugal     | 20 au 24 juillet 1994     | Stade universitaire de Lisbonne  | États-Unis         |
| 6  | CMJ 1996 | Sydney    | Australie    | 20 au 25 août 1996        | Stadium Australia                | États-Unis         |
| 7  | CMJ 1998 | Annecy    | France       | 28 juillet au 2 août 1998 | Parc des Sports                  | Chine              |
| 8  | CMJ 2000 | Santiago  | Chili        | 17 au 22 octobre 2000     | Estadio Nacional de Chile        | Kenya              |
| 9  | CMJ 2002 | Kingston  | Jamaïque     | 16 au 21 juillet 2002     | Independence Park                | États-Unis         |
| 10 | CMJ 2004 | Grosseto  | Italie       | 12 au 18 juillet 2004     | Stade olympique communal         | États-Unis         |
| 11 | CMJ 2006 | Pékin     | Chine        | 15 au 20 août 2006        | Chaoyang Sport Centre            | Kenya              |
| 12 | CMJ 2008 | Bydgoszcz | Pologne      | 8 au 13 juillet 2008      | Stade Zdzisław-Krzyszkowiak      | États-Unis         |
| 13 | CMJ 2010 | Moncton   | Canada       | 19 au 25 juillet 2010     | Stade de Moncton                 | Kenya              |
| 14 | CMJ 2012 | Barcelone | Espagne      | 10 au 15 juillet 2012     | Stade olympique Lluís-Companys   | États-Unis         |
| 15 | CMJ 2014 | Eugene    | États-Unis   | 22 au 27 juillet 2014     | Hayward Field                    | États-Unis         |
| 16 | CMJ 2016 | Bydgoszcz | Pologne      | 19 au 24 juillet 2016     | Stade Zdzisław-Krzyszkowiak      | États-Unis         |
| 17 | CMJ 2018 | Tampere   | Finlande     | 10 au 15 juillet 2018     | Stade de Tampere                 | Kenya              |
| 18 | CMJ 2021 | Nairobi   | Kenya        | 17 au 22 août 2021        | Nyayo National Stadium           | Kenya              |
| 19 | CMJ 2022 | Cali      | Colombie     | 2 au 7 août 2022          | Stade olympique Pascual-Guerrero | États-Unis         |
| 20 | CMJ 2024 | Lima      | Pérou        | 20 au 25 août 2024        | Estadio Nacional                 |                    |

## Records des championnats

### Hommes
| Épreuve                    | Record                 | Athlète                                                    | Nation           | Date              | Édition |
| -------------------------- | ---------------------- | ---------------------------------------------------------- | ---------------- | ----------------- | ------- |
| 100 m                      | 10 s 05 (+ 0,1 m/s)    | Adam Gemili                                                | Royaume-Uni      | 11 juillet 2012   | 2012    |
| 200 m                      | 20 s 28 (+1,2 m/s)     | Michael Norman                                             | États-Unis       | 22 juillet 2016   | 2016    |
| 400 m                      | 44 s 66                | Hamdan al-Bishi                                            | Arabie saoudite  | 20 octobre 2000   | 2000    |
| 800 m                      | 1 min 43 s 79          | Nijel Amos                                                 | Botswana         | 15 juillet 2012   | 2012    |
| 1 500 m                    | 3 min 35 s 53          | Abdalaati Iguider                                          | Maroc            | 15 juillet 2004   | 2004    |
| 3 000 m                    | 7 min 42 s 09          | Tadese Worku                                               | Éthiopie         | 18 août 2021      | 2021    |
| 5 000 m                    | 13 min 8 s 57          | Abreham Cherkos                                            | Éthiopie         | 13 juillet 2008   | 2008    |
| 10 000 m                   | 27 min 21 s 08         | Rhonex Kipruto                                             | Kenya            | 10 juillet 2018   | 2018    |
| 110 m haies                | 12 s 99 (+0,5 m/s) WJR | Wilhem Belocian                                            | France           | 24 juillet 2014   | 2014    |
| 400 m haies                | 48 s 51                | Kerron Clement                                             | États-Unis       | 16 juillet 2004   | 2004    |
| 3 000 m steeple            | 8 min 6 s 10           | Conseslus Kipruto                                          | Kenya            | 15 juillet 2012   | 2012    |
| Saut en hauteur            | 2,37 m WJR             | Dragutin Topić                                             | Yougoslavie      | 12 août 1990      | 1990    |
| Saut en hauteur            | 2,37 m WJR             | Steve Smith                                                | Royaume-Uni      | 20 septembre 1992 | 1992    |
| Saut à la perche           | 5,82 m                 | Armand Duplantis                                           | Suède            | 14 juillet 2018   | 2018    |
| Saut en longueur           | 8,20 m (+ 1,4 m/s)     | James Stallworth                                           | États-Unis       | 9 août 1990       | 1990    |
| Triple saut                | 17,15 m (-0,4 m/s)     | Jordan Díaz                                                | Cuba             | 14 juillet 2018   | 2018    |
| Lancer du poids (6 kg)     | 22,20 m                | Jacko Gill                                                 | Nouvelle-Zélande | 11 juillet 2012   | 2012    |
| Lancer du disque (1.75 kg) | 67,32 m                | Margus Hunt                                                | Estonie          | 16 août 2006      | 2006    |
| Lancer du marteau (6 kg)   | 85,57 m WJR            | Ashraf Amgad el-Seify                                      | Qatar            | 14 juillet 2012   | 2012    |
| Lancer du javelot          | 86,48 m                | Neeraj Chopra                                              | Inde             | 23 juillet 2016   | 2016    |
| Décathlon                  | 8 190 pts (AJR)        | Ashley Moloney                                             | Australie        | 11 juillet 2018   | 2018    |
| 10 000 m marche (piste)    | 39 min 27 s 19         | Daisuke Matsunaga                                          | Japon            | 25 juillet 2014   | 2014    |
| 4 × 100 m                  | 38 s 66 WJR            | Trell Kimmons Abidemi Omole Ivory Williams LaShawn Merritt | États-Unis       | 18 juillet 2004   | 2004    |
| 4 × 400 m                  | 3 min 1 s 09 WJR       | Brandon Johnson LaShawn Merritt Jason Craig Kerron Clement | États-Unis       | 18 juillet 2004   | 2004    |

### Femmes
| Épreuve                 | Record              | Athlète                                                          | Nation             | Date              | Édition |
| ----------------------- | ------------------- | ---------------------------------------------------------------- | ------------------ | ----------------- | ------- |
| 100 m                   | 11 s 03 (+ 0,4 m/s) | Twanisha Terry                                                   | États-Unis         | 12 juillet 2018   | 2018    |
| 200 m                   | 22 s 50 (+ 0,1 m/s) | Briana Williams                                                  | Jamaïque           | 14 juillet 2018   | 2018    |
| 400 m                   | 50 s 50             | Ashley Spencer                                                   | États-Unis         | 13 juillet 2012   | 2012    |
| 800 m                   | 1 min 59 s 74       | Diribe Welteji                                                   | Éthiopie           | 11 juillet 2018   | 2018    |
| 1 500 m                 | 4 min 4 s 96        | Faith Kipyegon                                                   | Kenya              | 15 juillet 2012   | 2012    |
| 3 000 m                 | 8 min 41 s 76       | Beyenu Degefa                                                    | Éthiopie           | 20 juillet 2016   | 2016    |
| 5 000 m                 | 15 min 08 s 06      | Genzebe Dibaba                                                   | Éthiopie           | 21 juillet 2010   | 2010    |
| 10 000 m                | 32 min 29 s 90      | Wang Junxia                                                      | Chine              | 19 septembre 1992 | 1992    |
| 100 m haies             | 12 s 85 (+2,0 m/s)  | Elvira Herman                                                    | Biélorussie        | 13 juillet 2018   | 2018    |
| 400 m haies             | 54 s 70             | Lashinda Demus                                                   | États-Unis         | 19 juillet 2002   | 2002    |
| 3 000 m steeple         | 9 min 12 s 78       | Celliphine Chespol                                               | Kenya              | 10 juillet 2018   | 2018    |
| Saut en hauteur         | 2,00 m              | Alina Astafei                                                    | Roumanie           | 29 juillet 1988   | 1988    |
| Saut à la perche        | 4,55 m              | Angelica Moser                                                   | Suisse             | 21 juillet 2016   | 2016    |
| Saut en longueur        | 6,82 m              | Fiona May                                                        | Royaume-Uni        | 30 juillet 1988   | 1988    |
| Triple saut             | 14,62 m WJR         | Teresa Marinova                                                  | Bulgarie           | 25 août 1996      | 1996    |
| Lancer du poids         | 18,76 m             | Cheng Xiaoyan                                                    | Chine              | 21 juillet 1994   | 1994    |
| Lancer du disque        | 68,24 m             | Ilke Wyludda                                                     | Allemagne de l'Est | 31 juillet 1988   | 1988    |
| Lancer du marteau       | 70,62 m             | Alexandra Tavernier                                              | France             | 14 juillet 2012   | 2012    |
| Lancer du javelot       | 63,01 m WJR         | Vera Rebrik                                                      | Ukraine            | 10 juillet 2008   | 2008    |
| Heptathlon              | 6 470 pts           | Carolina Klüft                                                   | Suède              | 20 juillet 2002   | 2002    |
| 10 000 m marche (piste) | 42 min 47 s 25 WJR  | Anežka Drahotová                                                 | Tchéquie           | 23 juillet 2014   | 2014    |
| 4 × 100 m               | 43 s 40             | Sherone Simpson Kerron Stewart Anneisha McLaughlin Simone Facey  | Jamaïque           | 21 juillet 2002   | 2002    |
| 4 × 400 m               | 3 min 27 s 60 WJR   | Alexandria Anderson Ashlee Kidd Stephanie Smith Natasha Hastings | États-Unis         | 18 juillet 2004   | 2004    |